# Aytürk Geçim
Aytürk Geçim (* 25. November 1995 in Melle) ist ein deutscher Futsal- und Fußballspieler türkischer Abstammung.

## Karriere
Geçim spielt Futsal für den MCH Futsal Club Sennestadt aus Bielefeld in der erstklassigen Futsalliga West. In der Saison 2016/17 wurde er mit den Sennestädtern Meister und scheiterte bei der Deutschen Meisterschaft im Viertelfinale. Ein Jahr später wurde Geçim mit dem MCH Vizemeister. Am 31. März 2018 debütierte Aytürk Geçim in der deutschen Futsalnationalmannschaft bei der 2:3-Niederlage gegen Dänemark.
Seine Karriere im Fußball begann Aytürk Geçim beim BV Werther. Über den Lokalrivalen TuS Langenheide kam er zum VfB Fichte Bielefeld und später zum VfL Theesen. Als B-Jugendlicher wechselte Aytürk für ein Jahr zum VfL Osnabrück, wo er in der B-Junioren-Bundesliga zum Einsatz kam. Danach kehrte er nach Theesen zurück und spielte in der A-Junioren-Bundesliga. Im Sommer 2014 folgte dann der Wechsel zum SV Rödinghausen, wo er auf neun Einsätze in der Regionalliga West kam. Er kam überwiegend in der zweiten Mannschaft zum Einsatz, wo er mit elf Toren in der Saison 2014/15 maßgeblichen Anteil am Aufstieg in die Westfalenliga hatte. Nach nur einem Jahr ging es für Geçim weiter zum Oberligisten Arminia Bielefeld II, bevor er im Sommer 2016 zum Westfalenligisten SC Herford wechselte. Zur Saison 2018/19 ging er zum Ligarivalen SC Roland Beckum, der sich mit Ende der Saison 2019/20 aus der Liga zurückziehen wird. Im Sommer 2020 wechselte Geçim zu Preußen Espelkamp. Zur Saison 2021/22 kehrt er zum SC Herford zurück.
Aytürk Geçim machte sein Abitur an der Peter-August-Böckstiegel-Gesamtschule in Borgholzhausen und nahm danach ein Studium an der Universität Bielefeld auf.